# Gustav-Stresemann-Gymnasium Fellbach
Das Gustav-Stresemann-Gymnasium Fellbach (GSG) ist ein staatliches Gymnasium in Fellbach (Rems-Murr-Kreis, Baden-Württemberg) im Stadtteil Schmiden. Das Gustav-Stresemann-Gymnasium geht bis zur 12. Klasse. Es ist nach dem deutschen Politiker Gustav Stresemann benannt. Das GSG gehört neben zwei weiteren Schulen zum Friedensschulzentrum Schmiden. Schulträger ist die Stadt Fellbach.

## Schulprofil und Fächer
Die erste Fremdsprache ist für alle Schüler Englisch. Als zweite Fremdsprache kann in der sechsten Klasse Französisch oder Latein gewählt werden.
In der siebten Klasse kann das Sportprofil, das Sprachenprofil (3. Fremdsprache Französisch), das NWT-Profil (Naturwissenschaft und Technik) oder das IMP-Profil (Informatik, Mathematik, Physik) gewählt werden.

## GSG2020
Durch das G8 (von der 5. bis zur 12. Klasse) ist der Bildungsstoff derselbe wie bei 13 Schuljahren. Deswegen gibt es am Gustav-Stresemann-Gymnasium das sogenannte „GSG2020“ Programm:
- In der 5. und 6. Klasse gibt es die sogenannte „Freiarbeit“, diese belegt zwei Unterrichtsstunden im Stundenplan der Schüler. In diesem unbenoteten Fach kann man bestimmte Themen aus allen Fächern wiederholen oder ggf. für eine Klassenarbeit lernen.
- Von der 7. bis zur 10. Klasse gibt es die sogenannten Module, diese belegen meistens zwei weitere Unterrichtsstunden am Nachmittag. Für die Module wird das Schuljahr in 5 bis 6 Phasen aufgeteilt à 6 Wochen (ca. 6 Wochen pro Phase).[4]  Die Schüler dürfen im Vorfeld über ein Online-Portal abstimmen, in welchem unbenoteten Modul sie in der nächsten Phase sein wollen, diese Wahl wird dann von Lehrern ausgewertet und alle Schüler bekommen ein Modul zugeteilt, in welchem sie dann die nächsten 6 Wochen bleiben.

Diese beiden zusätzliche Fächer dienen dazu, dass die 8 Jahre Gymnasium leichter zu meistern sind.

## Schülerzeitung
Im Gustav-Stresemann-Gymnasium wird auch eine Schülerzeitung herausgegeben, die den Namen Stresemann-Times trägt. Die Stresemann-Times veröffentlicht in einem Schuljahr 2–3 Ausgaben (Frühjahr, Sommer und Winter).

## Ausstattung
Das GSG verfügt über 2 PC-Räume, einen Tonraum inkl. Werkraum mit Ständerbohrmaschinen und einer Dekupiersäge (Ausstattung für den NWT-Unterricht), ein Schülercafé für die Oberstufe (11. und 12. Klasse), sowie einen Aufenthaltsraum.

## Bildungspartnerschaften
Mit den folgenden Einrichtungen hat die Schule eine Bildungspartnerschaft geschlossen:
- Hafner (Hersteller von Fertigungsmesstechnik)
- Gesellschaft für Technische Überwachung (GTÜ)
- Robert Bosch GmbH
- Fellbacher Bank
- Randstad Deutschland (Zeitarbeitsfirma)